# Johan Mattsson
Johan Mattsson (* 25. April 1992 in Huddinge) ist ein schwedischer Eishockeytorwart, der seit Juli 2025 bei den Adler Mannheim aus der Deutschen Eishockey Liga (DEL) unter Vertrag steht. Zuvor war Mattsson hauptsächlich in der Svenska Hockeyligan (SHL) und Kontinentalen Hockey-Liga (KHL) aktiv. Mit dem Frölunda HC gewann er zweimal die Champions Hockey League sowie die schwedische Meisterschaft.

## Karriere
Johan Mattsson begann seine Karriere als Eishockeyspieler in seiner Heimatstadt in der Nachwuchsabteilung des Huddinge IK. Von dort wechselte der Torwart im Sommer 2008 in die Nachwuchsabteilung des Södertälje SK, für dessen Profimannschaft aus der Elitserien er in der Saison 2008/09 sein Debüt gab, als er in einem Spiel der Kvalserien zum Einsatz kam. In der Folgezeit lief er jedoch nur noch für die Junioren des Klubs auf. Im NHL Entry Draft 2011 wurde er in der siebten Runde als insgesamt 211. Spieler von den Chicago Blackhawks aus der National Hockey League (NHL) ausgewählt. Zunächst stand er jedoch in der Saison 2011/12 für die Sudbury Wolves in der kanadischen Juniorenliga Ontario Hockey League (OHL) zwischen den Pfosten, nachdem ihn diese im CHL Import Draft des Jahres 2011 an der 19. Position ausgewählt hatten. Zur Saison 2012/13 wechselte er zu den Tri-City Storm aus der Juniorenliga United States Hockey League (USHL).   
Nach zwei Spielzeiten in Nordamerika kehrte Mattsson im Sommer 2013 nach Schweden zurück und schloss sich Djurgårdens IF aus der zweitklassigen HockeyAllsvenskan an. Dort absolvierte er als Ersatztorwart insgesamt 16 Partien und erreichte mit der Mannschaft am Ende der Saison 2013/14 den Aufstieg in die Svenska Hockeyligan (SHL). Im folgenden Jahr stand er auf Leihbasis beim Zweitligisten IF Björklöven auf dem Eis, kam jedoch auch dort nicht über die Rolle des Ersatztorhüters hinaus. Im April 2015 wechselte der Schwede innerhalb der Allsvenskan zum Timrå IK und war dort bis zum Ende des Spieljahres 2016/17 der etatmäßige Stammtorwart. Anschließend wechselte er zurück in die SHL zum Frölunda HC. Mit Frölunda hatte der Schlussmann seine erfolgreichste Zeit und gewann in den Wintern 2019 sowie 2020 jeweils die Champions Hockey League. Dazwischen lag im Frühjahr 2019 der Gewinn der schwedischen Meisterschaft in Form des Le-Mat-Pokals. In den vier Spielzeiten mit den Indians bestritt Mattsson allein in der heimischen Liga über 120 Partien.
In der Folge dieser Triumphe wurde der Torhüter im April 2021 vom lettischen Hauptstadtklub Dinamo Riga aus der Kontinentalen Hockey-Liga (KHL) ab dem Beginn der Saison 2021/22 verpflichtet. Bis Mitte Dezember absolvierte er als Stammkraft insgesamt 28 KHL-Partien für Dinamo, ehe er an den Ligakonkurrenten Awtomobilist Jekaterinburg verkauft wurde. Dort erhielt er einen Vertrag bis zum Ende der Spielzeit 2022/23. Nachdem Mattsson im restlichen Saisonverlauf nur zu zwei weiteren Einsätzen gekommen war, bestritt er im folgenden Spieljahr inklusive der Playoffs 35 Partien für den Klub aus Jekaterinburg. Am Ende der Hauptrunde führte er die gesamte Liga als Torwart mit dem geringsten Gegentorschnitt und der höchste Fangquote an. Dennoch kam es zu keinem neuen Vertragsabschluss mit Awtomobilist, sondern der Schwede wechselte im Sommer 2023 innerhalb der Liga zum SKA Sankt Petersburg. Dort besetzte er im Saisonverlauf aber nur eine untergeordnete Rolle und kam auf lediglich zwölf Einsätze. Selbiges wiederholte sich auch in der Saison 2024/25 nach dem Wechsel zum kasachischen KHL-Teilnehmer Barys Astana, wo er nur neunmal eingesetzt wurde.
Nach insgesamt vier Jahren in der KHL suchte Mattsson im Sommer 2025 eine neue Herausforderung, woraufhin er einen Vertrag bei den Adler Mannheim aus der Deutschen Eishockey Liga (DEL) unterschrieb.

### International
Mit der schwedischen U20-Nationalmannschaft nahm Mattsson an der U20-Junioren-Weltmeisterschaft 2012 teil, bei der er mit seiner Mannschaft die Goldmedaille gewann. Als dritter Torwart blieb er hinter Johan Gustafsson und Anton Forsberg im Turnierverlauf ohne Einsatz.

## Erfolge und Auszeichnungen
| - 2011 Höchste Fangquote der J20 SuperElit-Hauptrunde - 2014 Aufstieg in die Svenska Hockeyligan mit Djurgårdens IF - 2016 Geringster Gegentorschnitt der Allsvenskan-Hauptrunde - 2019 Champions-Hockey-League-Gewinn mit dem Frölunda HC | - 2019 Schwedischer Meister mit dem Frölunda HC - 2020 Champions-Hockey-League-Gewinn mit dem Frölunda HC - 2023 Geringster Gegentorschnitt und höchste Fangquote der KHL-Hauptrunde |

### International
- 2012 Goldmedaille bei der U20-Junioren-Weltmeisterschaft

## Karrierestatistik
Stand: Ende der Saison 2024/25

### International
Vertrat Schweden bei:
- U20-Junioren-Weltmeisterschaft 2012

(Legende zur Torhüterstatistik: GP oder Sp = Spiele insgesamt; W oder S = Siege; L oder N = Niederlagen; T oder U oder OT = Unentschieden oder Overtime- bzw. Shootout-Niederlage; Min. = Minuten; SOG oder SaT = Schüsse aufs Tor; GA oder GT = Gegentore; SO = Shutouts; GAA oder GTS = Gegentorschnitt; Sv% oder SVS% = Fangquote; EN = Empty Net Goal; 1 Play-downs/Relegation; Kursiv: Statistik nicht vollständig)